# كريستين هانا
كريستين هانا (بالإنجليزية: Kristin Hannah)‏ (25 سبتمبر 1960، غاردين غروفي في الولايات المتحدة)؛ كاتِبة وروائية أمريكية. درست في جامعة واشنطن.

## روابط خارجية
- كريستين هانا على موقع IMDb (الإنجليزية)
- كريستين هانا على موقع قاعدة بيانات الفيلم (الإنجليزية)